# ピルツ (レコードレーベル)
ピルツ（Pilz、ドイツ語で「マッシュルーム」）は、オール・レーベルを設立したドイツ音楽界の大御所であるロルフ＝ウルリッヒ・カイザーが、1971年に築いたドイツのレコード・レーベルである。

## 略歴
ピルツは当時、ドイツの大手レコード会社「BASF」のサブ・レーベルであった。ヴィットゥーザー&ヴェストルップなど、ピルツでレコードをリリースした多くのアーティストはまた、カイザーのレコード・レーベルの1つであるオールや「Cosmic Couriers」でも音楽を発表している。
レーベルのロゴはキノコで、スリーヴとレコードのラベルに描かれていた。ピルツでは、全部で20枚のアルバムと7枚のシングルがリリースされた。ほとんどは、フォークの影響を受けたサイケデリックまたはコズミック・ロックであった。一部のアルバムは生粋のインストゥルメンタルであったが、歌詞/ボーカルが時としてドイツ語で書かれていた。
ポポル・ヴーはおそらくピルツのアーティストの中で最も有名であり、そのキャリアの間に、いくつかの映画のスコアを含む数多くのアルバムをリリースしており、その多くは批評家やファンから高く評価されている。アルバム『ファラオの庭で』は、多くの人がクラシックと見なしている。ヴァレンシュタインは、1970年代に成功を収め、近年も再発で成功してきたが、一方で、ヴィットゥーザー&ヴェストルップのアルバムはカルト的な人気を維持している。ポポル・ヴーのアルバム『ホシアンナ・マントラ』が、1972年にレーベルが畳まれる前の最後のリリースとなった。
『ホシアンナ・マントラ』は、Acid Mothers Templeの河端一によって完全にカバーされている。

## ディスコグラフィ

### アルバム
| カタログ No. | アーティスト                    | タイトル                                   | 年     |
| ------------ | ------------------------------- | ------------------------------------------ | ------ |
| 15 21114-2   | Various Artists                 | Heavy Christmas                            | 1971年 |
| 20 20114-7   | Dies Irae                       | First                                      | 1971年 |
| 20 21088-2   | フルート・アンド・ヴォイス      | Imaginations of Light                      | 1971年 |
| 20 21090-1   | ジョイ・アンリミティッド        | 『人類の創生』 - Schmetterlinge            | 1971年 |
| 20 21095-2   | Ardo Dombec                     | Ardo Dombec                                | 1971年 |
| 20 21098-7   | ヴィットゥーザー&ヴェストルップ | Der Jesuspilz - Musik vom Evangelium       | 1971年 |
| 20 21099-5   | Rufus Zuphall                   | Phallobst                                  | 1971年 |
| 20 21100-2   | ブローゼルマシーン              | 『ブローゼルマシーン』 - Bröselmaschine    | 1971年 |
| 20 21102-9   | ヴィールス                      | 『ソウツ』 - Thoughts                      | 1971年 |
| 20 21103-7   | McChurch Soundroom              | Delusion                                   | 1971年 |
| 20 21276-9   | ポポル・ヴー                    | 『ファラオの庭で』 - In den Gärten Pharaos | 1971年 |
| 20 21314-5   | ヘルダーリン                    | 『ヘルダーリンの夢』 - Hölderlins Traum    | 1972年 |
| 20 29064-6   | ヴァレンシュタイン              | 『ファースト (電撃戦)』 - Blitzkrieg       | 1972年 |
| 20 29077-8   | エムティディ                    | 『芽生えの時』 - Saat                      | 1972年 |
| 20 29097-2   | Anima                           | Anima                                      | 1972年 |
| 20 29113-8   | ヴァレンシュタイン              | 『マザー・ユニヴァース』 - Mother Universe | 1972年 |
| 20 29115-4   | ヴィットゥーザー&ヴェストルップ | Bauer Plath                                | 1972年 |
| 20 29116-2   | Various Artists                 | Rapunzel - Neue Deutsche Volksmusik        | 1972年 |
| 20 29131-6   | Jerry Berkers                   | Unterwegs                                  | 1972年 |
| 20 29143-1   | ポポル・ヴー                    | 『ホシアンナ・マントラ』 - Hosianna Mantra | 1972年 |

### シングル
| カタログ No. | アーティスト                    | タイトル                                              | 年     |
| ------------ | ------------------------------- | ----------------------------------------------------- | ------ |
| 05 10147-3   | Elga                            | "Cajun Man" / "Streets of London"                     | 1971年 |
| 05 11101-0   | ヴィールス                      | "King Heroin" / "Take Your Thoughts"                  | 1971年 |
| 05 11106-1   | Dies Irae                       | "Lucifer" / "Tired"                                   | 1971年 |
| 05 19041-7   | ヴィットゥーザー&ヴェストルップ | "Die Erleuchtung" / "Die Aussendung"                  | 1971年 |
| 05 11556-3   | ジョイ・アンリミティッド        | "Early Morning Moanin'" / "Proud Angelina"            | 1972年 |
| 05 19128-6   | Jerry Berkers                   | "Na na na chu chu chu" / "Es wird morgen vorbei sein" | 1972年 |
| 05 19134-0   | ヴィットゥーザー&ヴェストルップ | "Bauer Plath" / "Das Lied der Liebe"                  | 1972年 |

## 参考
- Julian Cope Krautrocksampler (1995年、Head Heritage)